# The Complete History (2 Unlimited-album)
A The Complete History válogatásalbum a holland 2 Unlimited duó 2004 február 9-én megjelent válogatásalbuma, melyet a ZYX Music kiadó jelentetett meg. A válogatás két formátumban jelent meg, egy szimpla CD-ként, melyen a legnagyobb slágerek remix illetve eredeti vagy extended változatai szerepelnek, illetve egy CD-DVD válogatást, mely tartalmazza a duó videóklipjeit is. A válogatás Németországban és Brazíliában is megjelent 2005-ben.

## Az album dalai
| #   | Cím                              | Hossz |
| --- | -------------------------------- | ----- |
|     | DVD                              |       |
| 1.  | "No Limit"                       | 3:45  |
| 2.  | "Faces"                          | 3:30  |
| 3.  | "Maximum Overdrive"              | 3:26  |
| 4.  | "Let The Beat Control Your Body" | 3:43  |
| 5.  | "The Real Thing"                 | 3:40  |
| 6.  | "No One"                         | 3:27  |
| 7.  | "The Magic Friend"               | 3:46  |
| 8.  | "Workaholic"                     | 3:40  |
| 9.  | "Get Ready For This"             | 2:55  |
| 10. | "Tribal Dance"                   | 3:44  |
| 11. | "Nothing Like The Rain"          | 4:01  |
| 12. | "Here I Go"                      | 3:18  |
| 13. | "Jump For Joy"                   | 3:42  |
| 14. | "Do What's Good For Me"          | 3:52  |
| 15. | "Spread Your Love"               | 3:43  |
| 16. | "No Limit 2.3"                   | 3:10  |
| 17. | "Countdown Special"              | 25:27 |

### Free Bonus Audio-CD
1. Tribal Dance (Rap Edit)	3:41
2. No Limit (Radio Edit)	3:16
3. The Real Thing (Radio Edit)	3:40
4. Faces (Radio Edit)	3:32
5. Twilight Zone (7" Vocal)	4:09
6. Maximum Overdrive (Radio Edit)	3:42
7. Let The Beat Control Your Body (Airplay Edit)	3:40
8. Get Ready For This (Radio Edit)	3:44
9. No One (Radio Edit)	3:27
10. Shelter For A Rainy Day (Extended Mix)	5:14
11. Desire (Album Version)	4:24
12. Eternally Yours (Album Version)	4:24
13. Tribal Dance 2.4 (Revil O. Remix) 7:33
14. No Limit 2.3 (Master Blaster Remix) 5:25
15. Murphys Megamix 6:25